# Louis-Joseph-Anger Cordier de Bonneville
Louis-Joseph Ange Cordier de Bonneville, född 15 juni 1766 i Amiens, Frankrike, död 2 januari 1843 i Klara församling, Stockholm, var en fransk-svensk grafiker.
Han utbildades i Frankrike till en skicklig akvatintgravör och blev under sin tid där specialist på Gabriel Lorys metod att på ett akvatintblad trycka med två eller tre färger i mörkare nyans än förgrundsfigurerna där han använde ljusare färger för mellanpartiet och bakgrunden, därmed blev den fortsatta koloreringen för hand med akvarellfärg lättare att utföra. Om Cordiers bakgrund i Frankrike är få uppgifter kända. Men man vet att han gifte sig i Sverige med Maria Christina Björk, paret fick inga barn, men hustruns brorsdotter blev deras fosterdotter och tog senare efternamnet Cordier.
Han kallades in till Sverige 1798 för att utföra Louis Belangers landskapsskildringar till bokverket Voyage pittoresques planscher i akvatint. Av de 26 ingående bladen färdigställde han endast 12 blad i en upplaga av 400 exemplar samt konturetsade sju blad. För godsägaren Johan Adam von Gerdtens Suède, vues diverses färdigställde han sju akvatinter. Han utförde några enstaka vyer över Kristiania efter John William Edys målningar och någon bild från Skeen i Norge efter original av William Fearnside samt bilder från staden Gustavia på Saint-Barthélemy. Till hans bästa arbeten räknas bilderna från Slussarbetet i Trollhättan. Bland Cordiers målningar omtalar Fredrik Boije att han sett några gouache och oljemålningar med landskapsvyer. Två av hans gouacher ingår i Kungliga Bibliotekets planschsamling.
Vid sidan av sitt konstnärskap tjänstgjorde han som lärare i franska vid Kongliga Krigs-Akademien där han utnämndes till professor. Han utgav 1829 läroboken Traité simplifié et succint de syntaxe française som trycktes av Carl Erik Deléen. Under hans tid som språklärare skedde en rad dråpliga händelser som beskrivs i Wilhelm von Brauns bok Den namnlöse, poetisk kalender från 1847 . 
Cordier är representerad vid bland annat Nationalmuseum., British Museum, Finlands Nationalgalleri, Uppsala universitetsbibliotek, Kungliga biblioteket, Sjöhistoriska museet, Skansen och Österreichische Nationalbibliothek.